# Marfa Girl
Pour plus de détails, voir Fiche technique et Distribution.
Marfa Girl est un drame américain écrit et réalisé par Larry Clark. Le film a été primé Marc Aurèle d'or du meilleur film au festival international du film de Rome en 2012.

## Synopsis
À Marfa (Texas), il y a une confrontation permanente entre la communauté asiatique, les Blancs et les Hispaniques. Il y a aussi une patrouille de frontière omniprésente, même si Marfa est à une centaine de kilomètres de la frontière, ou encore un couvre-feu à 23 heures pour les adolescents. Au milieu de tout ça, il y a Adam, 16 ans. Sa voisine, Donna, 23 ans, mère d'un enfant d’un an, fiancée à un dealer de drogues, est déterminée à le séduire.

## Fiche technique
- Titre original : Marfa Girl
- Réalisation : Larry Clark
- Scénario : Larry Clark
- Direction artistique :
- Décors : Fernando Valdes
- Costumes :
- Montage : Affonso Gonçalves
- Musique : Bobby Johnston
- Photographie : David Newbert
- Son :
- Production : Adam Sherman
- Sociétés de production : Marfa
- Sociétés de distribution :
- Pays d'origine :  États-Unis
- Budget :
- Langue : Anglais
- Durée :
- Format : Couleurs - 35 mm - 2.35:1 -  Son Dolby numérique
- Genre : Drame
- Dates de sortie
- Italie : novembre 2012 (festival international du film de Rome)
  - 20 novembre 2012 (vidéo à la demande)

## Distribution
- Adam Mediano : Adam
- Drake Burnette : Marfa Girl
- Jeremy St. James : Tom
- Mary Farley : Mary
- Mercedes Maxwell : Inez
- Indigo Rael : Donna
- Jessie Tejada : Jessie
- Richard Covurrubias : Chachi
- Erik Quintana : Erik

## Exploitation
Sorti en 2012, Marfa Girl était diffusé exclusivement sur le site internet du réalisateur.  Larry Clark déclara que la distribution en ligne était une manière de contourner les producteurs "escrocs" de Hollywood .
Le 19 mai 2014, Spotlight Pictures annonce avoir acheté l'intégralité des droits de distribution du film. En conséquence, l'accès en streaming du film a été supprimé du site web de Larry Clark .

## Distinctions

### Récompenses
- Festival international du film de Rome 2012 : Marc Aurèle d'or du meilleur film

### Nominations
- Festival du cinéma américain de Deauville 2013 : hors compétition, sélection « Premières »